# Olof Gunnarsson Walter
Olof Gunnarsson Walter, död efter 1762, var en svensk målarmästare och kyrkomålare.
Walter var elev till Johan Ross och som var bosatt i Helsingborg ansökte 1738 till att bli antagen som mästare vid Göteborgs Målareämbete. Till sin ansökan bifogade han ett intyg från Stockholmsämbetet och mästarstycket Christus upwäckte Lazarus ifrån de döda. Enligt bevarade handlingar utförde han målningar i Norra Vrams kyrka 1745 samt målning av predikstol och altartavla i Grevie kyrka 1747. 